# Dolores Pereira de Rossell
Dolores Pereira Buxareo (Montevideo, 1852-1915) fue una filántropa uruguaya.

## Biografía
Nació en Montevideo en el seno de una aristocrática familia uruguaya, hija de Julio Pereira Vidal y de Dolores Buxareo Reboledo. Por parte de su padre era nieta del presidente uruguayo Gabriel Antonio Pereira y bisnieta de María de la Asunción Villagrán Artigas, la prima hermana y a la vez cuñada del prócer José Gervasio Artigas. Poseedora de una importante fortuna contrajo matrimonio con el también riquísimo Alejo Rossell y Rius. Junto con su marido fueron los creadores del Hospital Pereira Rossell levantado en un terreno de 45 000 metros cuadrados propiedad de la familia Pereira junto al Parque Batlle; también se debe a este matrimonio la construcción de varias viviendas para obreros en distintos barrios de Montevideo.
Paralelamente a su labor filantrópica el matrimonio disfrutaba de los lujos que ofrecía el bienestar económico. Viajaban frecuentemente a Europa, donde pasaban largas temporadas. Vestían a la moda parisina y se dieron el gusto de importar el primero o uno de los primeros automóviles de Uruguay. Era un pequeño vehículo de origen belga marca Delin, de motor de combustión interna, más parecido a un carruaje que a los autos actuales.
En 1894, donaron un predio donde tenían instalado un jardín zoológico particular con especies animales exóticas que traían de sus viajes por el mundo. En 1912 el predio fue donado al Municipio de Montevideo y se convirtió en el actual zoológico de Villa Dolores, instalado en donde actualmente se encuentra un barrio que lleva el nombre de su donante: «Villa Dolores». Esta donación se hizo efectiva el 14 de marzo de 1919, luego del fallecimiento de ambos filántropos, quienes también legaron al Estado uruguayo las colecciones de arte que alhajaban su suntuosa mansión en la calle 25 de Mayo de Montevideo y designaron en dicho testamento a la Asistencia Pública como heredera.